# Dimeria lawsonii
Dimeria lawsonii là một loài thực vật có hoa trong họ Hòa thảo. Loài này được (Hook.f.) C.E.C.Fisch. mô tả khoa học đầu tiên năm 1934.